# Il compagno Don Camillo (romanzo)
Il compagno Don Camillo è un romanzo dello scrittore italiano Giovannino Guareschi, uscito nel 1959 a puntate su Candido e dal 1963 edito dalla Rizzoli.
Il libro è stato tradotto in tedesco, ungherese e lituano.

## Trama
Il romanzo narra le vicende del parroco don Camillo e del sindaco comunista Peppone. Diventato senatore, Peppone organizza una gita premio per militanti meritevoli in Urss.  A questo gruppo riesce ad aggregarsi anche don Camillo, con un ricatto, assumendo l'identità di Camillo Tarocci, tipografo della Bassa padana.
I due saranno coinvolti in rocambolesche avventure, dove il lato comico si sviluppa in particolare dal progressivo emergere - sotto la maschera del compagno Tarocci - del prete Don Camillo.
A tratti il romanzo si fa commovente sia nel descrivere il compagno che si era recato in Russia in realtà per cercare la tomba del fratello caduto in guerra e trova soltanto immensi campi di grano e un albero con inciso con il coltellino "Italia" e una data, sia il permanere della fede malgrado il regime ateo sovietico.
Molto bella la nuova storia d'amore che nasce nel soggiorno russo tra il bel bullo trasteverino Nanni Scamoggia e la compagna Nadia Petrovna, interprete assegnata dal Partito al gruppo di compagni italiani.
Alla fine dell'avventura don Camillo racconterà tutto al suo vecchio vescovo.

## Edizioni
- Giovannino Guareschi, Mondo Piccolo. Il compagno Don Camillo, Rizzoli, Milano, I ed. 1963, pp. 223, 18 disegni dell'Autore - 1977
- Id., id., Collana Narrativa n.94, BUR, Milano, I ed. 1979 - 1992 ISBN 978-88-17-11394-6

## Adattamento cinematografico
Nel 1965 è uscito il film Il compagno Don Camillo diretto da Luigi Comencini.